# Гилуни
Гилуни ― страва української кухні, різновид вареників.

## Приготування
Різновид вареників, які зазвичай начиняють м'ясом. Яловичину заздалегідь відварюють, потім подрібнюють, приправляють перцем, а потім обсмажують з цибулею на смальці або маслі. Начиння заховувалось у шматок тіста і варилося в окропі. Полите маслом з сухарями чи підсмаженим салом, подавалося до столу. Однак найчастіше в якості начинки для цих вареників використовують печінку (гилуни шляхетські). У селянських родинах гилуни готували дуже рідко, переважно в зимові М'ясниці. 

## Необхідні компоненти
Для тіста: борошно пшеничне  300 г., вода 200 мл., рослинна олія 2 ст.л., сіль ½ ч.л. Для начинки м’ясо (яловичина чи свинина) 300 г., цибуля ріпчаста 1-2 шт. вершкове масло 100 г, сіль, свіжомелений перець.